# Myślenice

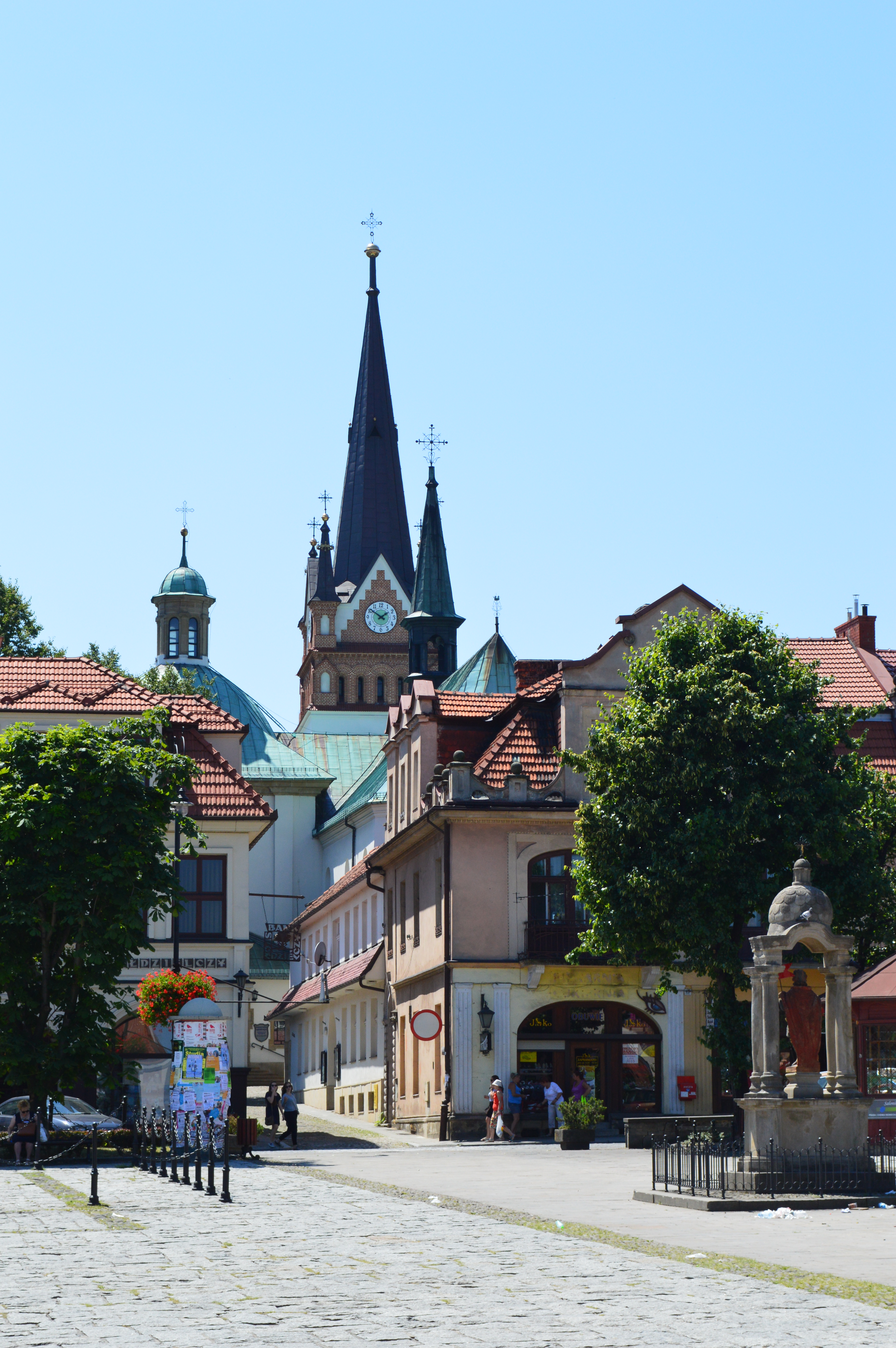
Marktplatz mit Marienkirche

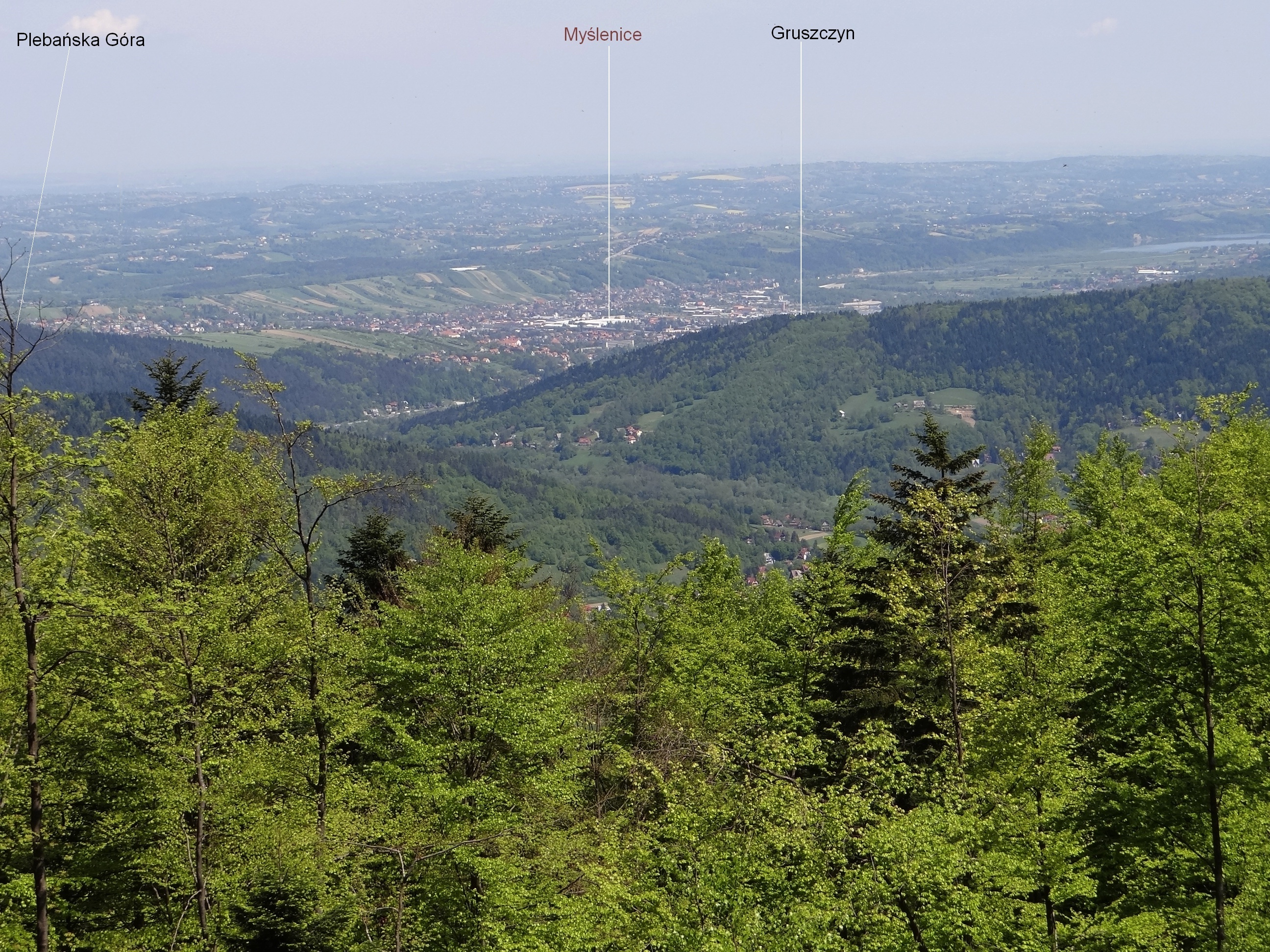
Panorama vom Hausberg Chełm

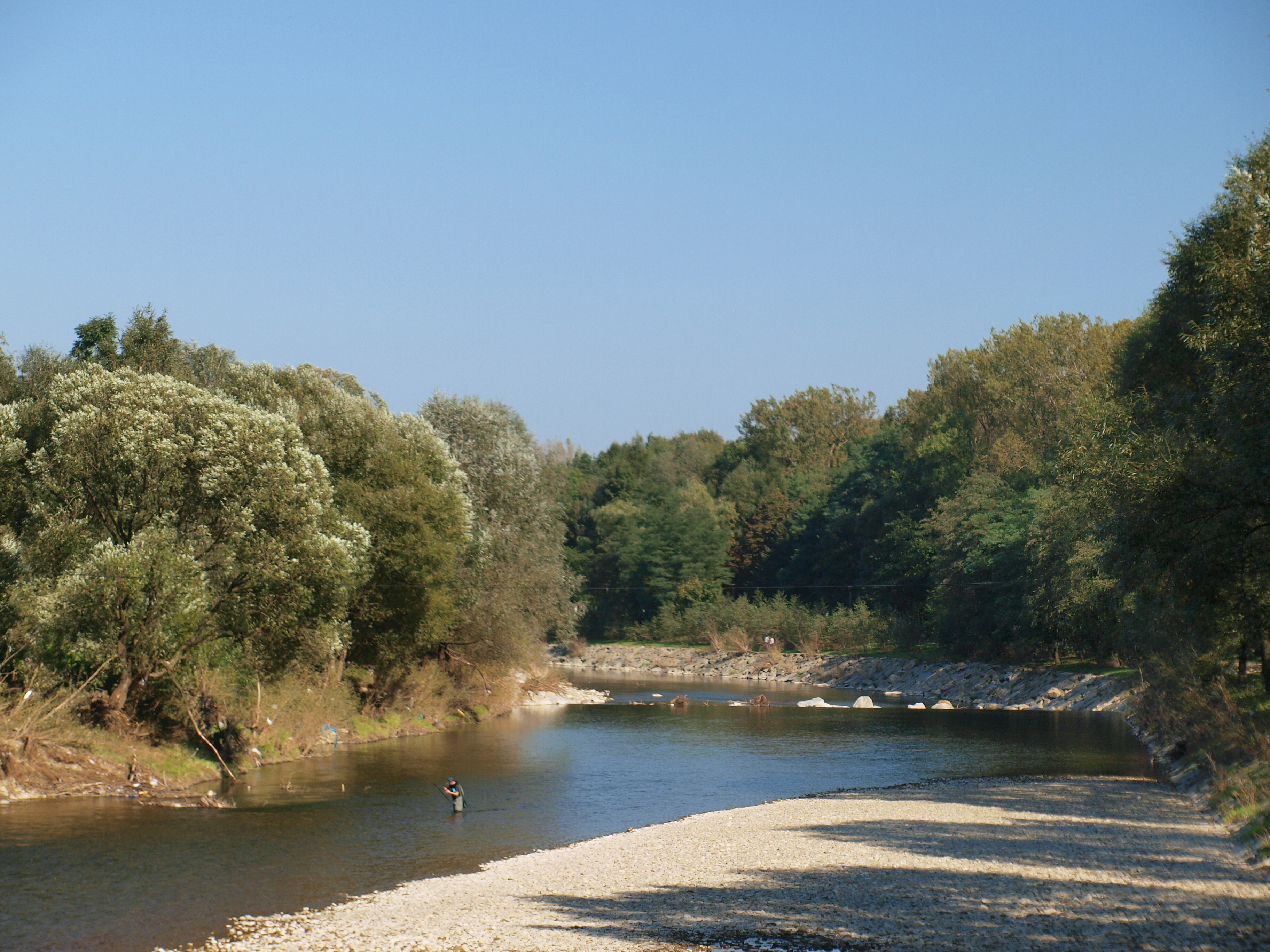
Fluss Raba im Ort

Myślenice (deutsch Mischlenitz oder Myslenitz) ist eine Stadt in der Woiwodschaft Kleinpolen in Polen. Sie ist Sitz des Powiats Myślenice und der gleichnamigen Stadt-und-Land-Gemeinde mit etwa 43.700 Einwohnern.

## Geographie
Die Stadt liegt am Fluss Raba ca. 26 km südlich von Krakau. Der Fluss wird östlich vom Ortskern zum Stausee Jezioro Dobczyckie gestaut.
Myślenice hat eine Flächenausdehnung von 30,1 km².

## Geschichte

### Bis 1411
Der Name der Stadt Myślenice geht zurück auf den mittelalterlichen männlichen Vornamen „Myślimir“.
Die ersten schriftlichen Erwähnungen sind aus den Jahren 1253–1258 im „Kodex Tynieck“. Dort wird eine Festung bei „Mislimich“ genannt. Sie beschützte die Handelsroute zwischen Krakau und Węgry (Ungarn), die über Myślenice verlief. Spuren der Befestigung existieren noch in Myślenice. Der erste Nachweis, dass nicht nur eine Festung existierte, stammt aus dem Jahr 1301. Aus den Jahren 1325–1327 stammen Erwähnungen einer hölzernen Kirche. 1342 wurde Myślenice das Stadtrecht nach Magdeburger Recht verliehen. Durch die von König Kasimir dem Großen verliehenen Privilegien nahm die Stadt einen Aufschwung, so entstand zu dieser Zeit auch der rechteckige Marktplatz, der noch heute existiert. Im Jahr 1411 wird eine Schule der Pfarrei erwähnt.

### 1411–1772
In der ersten Hälfte des 15. Jahrhunderts war die Stadt mehrfach Gastgeber hochgestellter Persönlichkeiten. Das waren unter anderem Königin Jadwiga, Władysław II. Jagiełło und der deutsche Kaiser Sigismund. Zu dieser Zeit war Myślenice im Besitz von Johannes von Zakliczyna. Anfang der zweiten Hälfte des 15. Jahrhunderts wurden die Ausläufer des Dreizehnjährigen Krieges auch in Myślenice spürbar. In dieser Zeit trieben Söldner ihr Unwesen in Kleinpolen. 1457 wurde Myślenice belagert. Es gelang den Belagerern in die Stadt einzudringen. Im Zuge dessen wurde die Stadt teilweise geplündert und zerstört.
1509 wurde eine Tuchhalle errichtet. Es wurde auch eine Armenunterkunft gebaut. Bis 1557 hielt die Entwicklung der Stadt an, aber danach fanden häufige Besitzerwechsel statt. Diese kümmerten sich nicht um die Entwicklung der Stadt. 1629 wurde ein Großteil der Gebäude bei einem Feuer zerstört. Bevor die Stadt mit dem Wiederaufbau fertig war, fielen 1655 schwedische Einheiten in die Stadt ein, plünderten sie und brannten sie nieder. Nach dem Ende des Krieges mit Schweden 1660 wollte die Stadt zum alten Glanz zurückkehren und nutzte dazu das von Kastellan von Krakau verliehenen Rechtes im Jahr fünf Märkte durchzuführen.

### 1772–1914
Seit der ersten Teilung Polens 1772 gehörte Myślenice zu Galizien und war Teil Österreich-Ungarns. Während dieser Zeit wurde manchmal der Name der Stadt als Mischlenitz eingedeutscht. Myślenice wurde Sitz eines Kreises. Dies war sie bis 1819, anschließend übernahm Wadowice diese Funktion (siehe der Wadowicer Kreis). 1777 verkauften die Österreicher die Stadt, um sie 1788 wieder zurückzukaufen. Der Handel wurde belebt durch den Bau in den Jahren 1780 bis 1785 der Reichsstraße Wien nach Lemberg. 1866 wurde Myślenice wieder Kreisstadt des Bezirkes Myślenice, dies war sie bis 1975.
1908 wurde die erste Mittelschule (gimnazjum) und die erste private Buslinie nach Krakau eröffnet.

### 1914–1939
1914 stellte Myślenice 250 Soldaten, die zum 4. Regiment der polnischen Legion zugeteilt wurden. Im Herbst 1914 in der Schlacht bei Krakau führten die russischen Truppen eine Offensive und näherten sich Myślenice. Die Stadt lag in Reichweite der russischen Artillerie, als Folge des Beschusses brannte ein Teil der Unterstadt. Bei der Gegenoffensive gelang es den österreichischen Truppen die russische Armee zu stoppen. Als Folge des Ersten Weltkrieges gehörte Myślenice ab 1918 zum unabhängigen Polen. In der Zwischenkriegszeit erlebte Myślenice einen starken Aufschwung. Im Jahr 1936 gab es Übergriffe gegen Juden durch die Nationale Partei.

### 1939–1945
Die Entwicklung der Stadt wurde mit dem deutschen Überfall auf Polen unterbrochen. Die Wehrmacht besetzte Myślenice am 5. September. Ab dem 17. September besetzte die Sowjetunion die östlichen Landesteile Polens. Unter der nach Osten geflohenen Bevölkerung befanden sich auch der Bürgermeister Jan Dunin Brzezinski und der Polizeikommandant Peter Jurczak, die später in Katyn ermordet wurden. Der Widerstand gegen die Besatzung begann sich in den umliegenden Wälder zu organisieren. Am 22. August 1942 wurden die jüdischen Einwohner von Myślenice deportiert.

### Nach 1945
Am 21. Januar 1945 endete die deutsche Besetzung von Myślenice. Sofort nach der Besetzung durch sowjetische Truppen begann eine Verhaftungswelle des sowjetischen NKWD. Sie richtete sich gegen die Intelligenz und Mitglieder der Heimatarmee. Es wurde auch eine Bodenreform durchgeführt und der Boden von den Landbesitzern aufgeteilt. 1952 wurde das Dorf Chelm eingemeindet. Im Laufe der Jahre wurden mehrere Wohnsiedlungen gebaut, dabei wurden Teile der 1000 Jahre alten Vorstadt überbaut. In den siebziger Jahren wurde die Straße nach Krakau ausgebaut. Ende der siebziger Jahre kam es auch in Myślenice zu antikommunistischen Aktivitäten. Mit dem Abkommen vom August 1980 wurde ein Büro der Solidarność eröffnet.
Von 1975 bis 1998 gehörte Myślenice zur Woiwodschaft Krakau.

## Gemeinde
Die Einwohnerzahl der Gemeinde betrug 42.129 am 30. Juni 2010, sie wuchs in sechs Jahren auf etwa 43.700 Einwohner.

### Partnergemeinden
- Bełchatów (Polen)
- Csopak (Ungarn)
- Lüdenscheid (Deutschland)
- Tinqueux (Frankreich)

## Verkehr
Myślenice liegt an der DK 7. In Myślenice beginnt die Woiwodschaftsstraße 967 (DW 967) nach Łapczyca
Bis zum Flughafen Johannes Paul II. Krakau-Balice sind es ca. 30 Kilometer.

## Sport
Der KS Dalin Myślenice spielt in der polnischen Frauenvolleyballliga Serie A.

## Söhne und Töchter
- Marcin Baranski (* 1970), Maler
- Bartosz Konopka (* 1972), Filmregisseur
- Radek Stawarz (* 1973), Geiger
- Urszula Grabowska (* 1976), Schauspielerin
- Daniel Obajtek (* 1976), Manager
- Beata Kiełtyka (* 1981), Biathletin
- Anna Szafraniec (* 1981), Radrennfahrerin